# Княгинин (Дубенський район)
Княги́нин (до 23 вересня 2008 року — Княгинине) — село в Україні, у Мирогощанській сільській громаді Дубенського району Рівненської області. Населення становить 638 осіб.

## Географія
Селом тече річка Стубазка.

## Історія

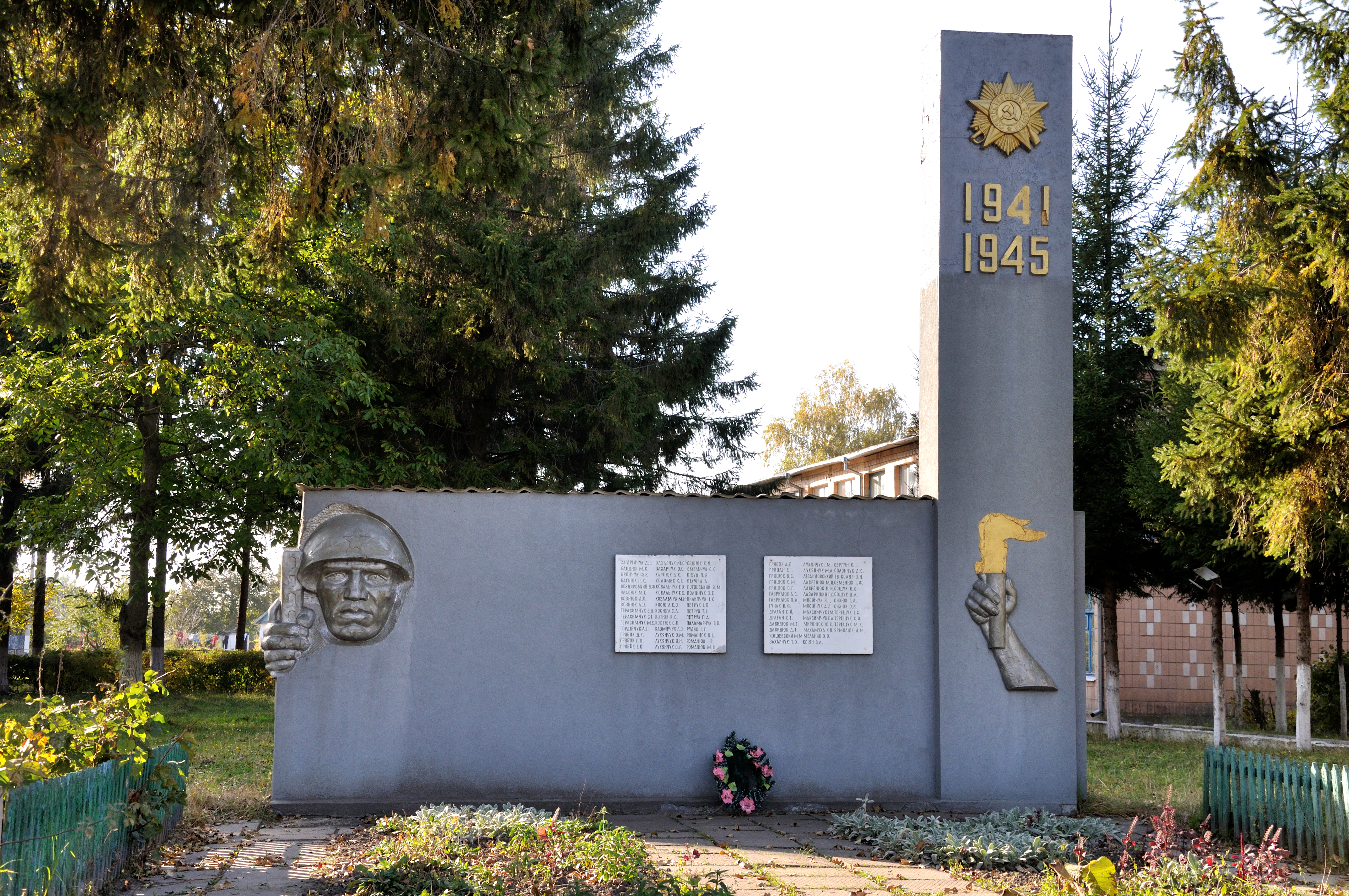
Пам'ятник воїнам-односельчанам, с. Княгинин,.jpg

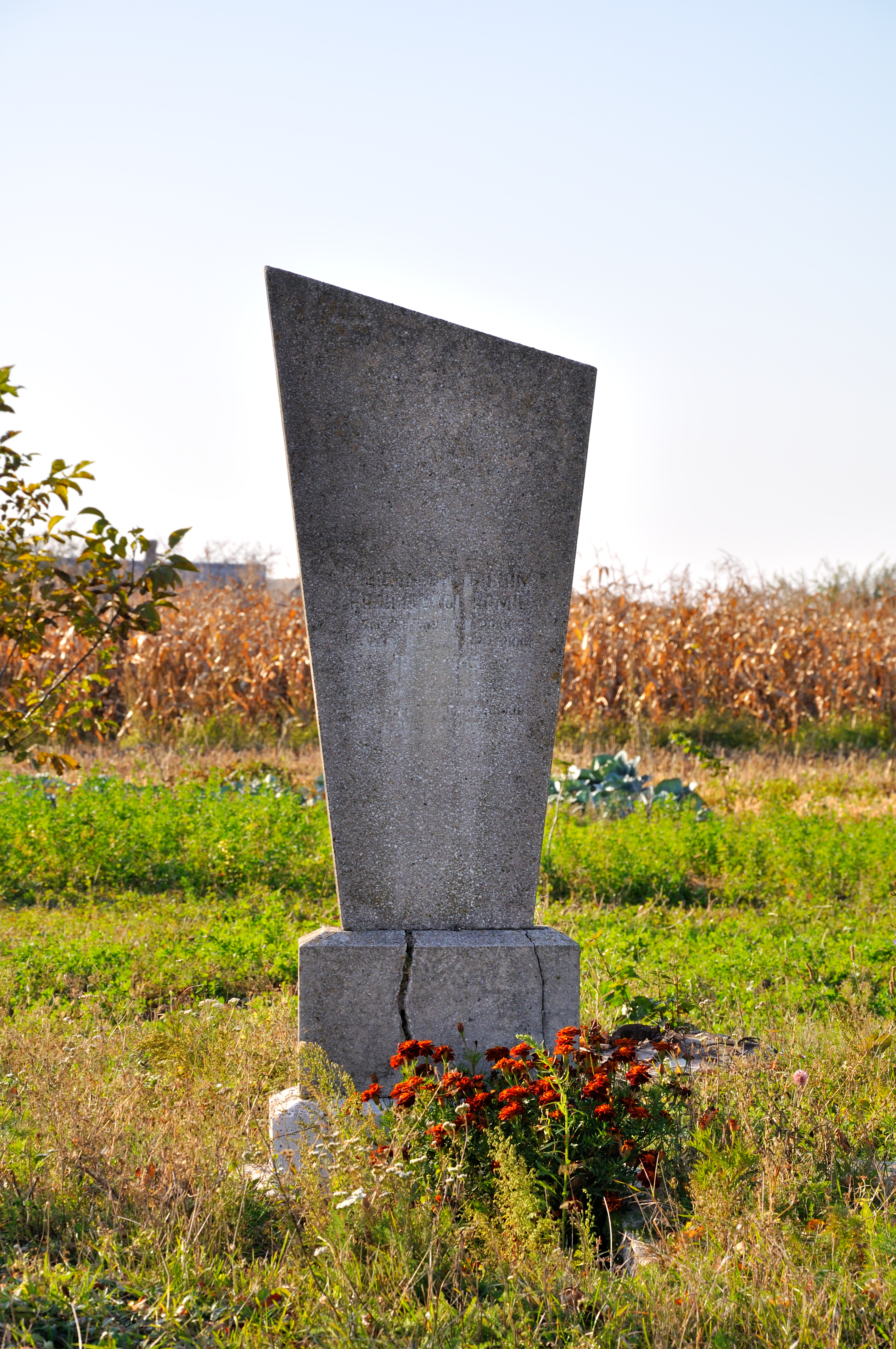
Братська могила воїнів радянської армії, с. Княгинин,.jpg

Село Княгинин вперше згадується в описі Кременецького замку, який складено у 1545 році. Власниками села були Олехно та Іванова Княгининські. У грамоті польського короля Сигізмунда Августа 1563 року є прізвище дворянина Богдана Кнегинського, возного повіту Луцького, який присягнув короні. В другій половині 16 ст. відомі співвласники села Богдан Колмовський, Іван Уленович, Богдан, Іван і Марко з Бранного, та князь Іван Заславський. В 1583 р. співвласниками були князь Юрій Пузина, Богдан та Іван Княгининські, Марко Бранкий. Останній власник замку, Стецький, у 18 ст. оселив там єзуїтів. Тоді замок зазнав перебудов та руйнувань. Добило цю споруду розміщення тут тваринницької ферми, яка нині занепала. В 1961 році замок було обстежено П. О. Раппопортом, який заклавши шурф, виявив тут нашарування 12 ст. Однак в 2000 р., оглядаючи канави, викопані на території замчища, я виявив лише матеріали доби бронзи. Очевидно верхні шари було сплановано бульдозером. Натомість на сусідньому мису вдалося виявити чимало кераміки 15 — 18 ст., у тому числі оригінальний глиняний свисток 17 ст.  Замок було збудовано на високому мису правого берега р. Стубли, при її крутому повороті, навпроти місця впадіння р. Борисівки. На сьогодні від будівель замку зберігся фрагмент цегляної стіни з ворітним проїздом та земляний вал. План замку пощастило виявити на одній з старих карт.
Село було власністю Острозького колегіуму єзуїтів.
Власником маєтку в селі, зокрема, був Ян Юзеф Мальчевський (пол. Jan Józef Malczewski) — генерал-лейтенант Тарговицької конфедерації, батько відомого польського поета Антонія Мальчевського.
У 1906 році село Княгининської волості Дубенського повіту Волинської губернії. Відстань від повітового міста 30 верст. Дворів 78, мешканців 728.
7 (20) листопада 1917 року, відповідно до Третього Універсалу Української Центральної Ради, увійшло до складу Української Народної Республіки.
З 2016 року входить до складу Мирогощанської сільської громади.
12 червня 2020 року, відповідно до розпорядження Кабінету Міністрів України № 722-р від «Про визначення адміністративних центрів та затвердження територій територіальних громад Рівненської області», увійшло до складу Мирогощанської сільської громади.
19 липня 2020 року, в результаті адміністративно-територіальної реформи та ліквідації  Дубенського (1939—2020) району, село увійшло до складу новоутвореного Дубенського району.

## Церква
У селі є церква та дзвіниця, які побудовані на кошти парафіян у 1737 році. Парафія належить до Рівненської єпархії Православної церкви України.

## Відомі люди

### Народилися
- Дещинський Леонтій Євгенович — вчений в галузі військової історії.

### Пов'язані
- У селі провів дитячі роки польський поет Антоній Мальчевський[1] (за деякими даними, народився).

### Борці за Незалежну Україну
- Сухолейстр Олександр Мусійович (1926—1943) — вояк Української повстанської армії.

### Учасники німецько-радянської війни
- Смалійчук Дмитро Данилович (нар. 10 квітня 1925), воював з 1941 року по 1945 рік (зокрема, у місті Краків). Нагороджений медаллю «За відвагу», орденом «За мужність» третього ступеня, медаллю «Георгій Жуков», ювілейними нагородами. На даний час проживає в селі Княгинин.
- Парфенюк Григорій Павлович (нар. 17 березня 1924), визволяв території України, Польщі. Після війни проживав в селі Заруддя. Нагороджений орденом «За мужність», медаллю «За відвагу», ювілейними нагородами.